# Václav Treitz
 (mars 2021).
La mise en forme du texte ne suit pas les recommandations de Wikipédia : il faut le « wikifier ».
Les points d'amélioration suivants sont les cas les plus fréquents :
- Les titres sont pré-formatés par le logiciel. Ils ne sont ni en capitales, ni en gras.
- Le texte ne doit pas être écrit en capitales (les noms de famille non plus), ni en gras, ni en italique, ni en « petit »…
- Le gras n'est utilisé que pour surligner le titre de l'article dans l'introduction, une seule fois.
- L'italique est rarement utilisé : mots en langue étrangère, titres d'œuvres, noms de bateaux, etc.
- Les citations ne sont pas en italique mais en corps de texte normal. Elles sont entourées par des guillemets français : « et ».
- Les listes à puces sont à éviter, des paragraphes rédigés étant largement préférés. Les tableaux sont à réserver à la présentation de données structurées (résultats, etc.).
- Les appels de note de bas de page (petits chiffres en exposant, introduits par l'outil «  Source ») sont à placer entre la fin de phrase et le point final[comme ça].
- Les liens internes (vers d'autres articles de Wikipédia) sont à choisir avec parcimonie. Créez des liens vers des articles approfondissant le sujet. Les termes génériques sans rapport avec le sujet sont à éviter, ainsi que les répétitions de liens vers un même terme.
- Les liens externes sont à placer uniquement dans une section « Liens externes », à la fin de l'article. Ces liens sont à choisir avec parcimonie suivant les règles définies. Si un lien sert de source à l'article, son insertion dans le texte est à faire par les notes de bas de page.
- La présentation des références doit suivre les conventions bibliographiques. Il est recommandé d'utiliser les modèles {{Ouvrage}}, {{Chapitre}}, {{Article}}, {{Lien web}} et/ou {{Bibliographie}}. Le mode d'édition visuel peut mettre en forme automatiquement les références.
- Insérer une infobox (cadre d'informations à droite) n'est pas obligatoire pour parachever la mise en page.

Pour une aide détaillée, merci de consulter Aide:Wikification.
Si vous pensez que ces points ont été résolus, vous pouvez retirer ce bandeau et améliorer la mise en forme d'un autre article.
 (mars 2021).
Václav Treitz, également Wenzel Treitz (9 avril 1819 - 27 août 1872) est un pathologiste bohémien originaire d'Hostomice, en royaume de Bohême.

## Biographie
Il étudie la médecine à Prague et effectue des études supérieures à Vienne avec Joseph Hyrtl (1810–1894). Par la suite, il pratique la médecine à l'Université Jagellonian de Cracovie, retournant à Prague en 1855, où il devient professeur et directeur de l'institut d'anatomie pathologique.
Tout au long de sa carrière, Treitz est une figure de la lutte pour le nationalisme tchèque.
En 1872, à l'âge de 53 ans, il se suicide en ingérant du cyanure de potassium.

## Structures nommées en son honneur
Treitz est connu pour sa description en 1853 du muscle suspenseur du duodénum (musculus suspensorius duodeni), plus tard nommé « ligament de Treitz » (également connu sous le nom de muscle de Treitz). Ce ligament est une structure fibreuse par laquelle la jonction duodénojéjunale est fixée au diaphragme.
Mais son nom est associé à plusieurs autres structures anatomiques :
- l'angle de Treitz : délimite la fin du duodénum et le début du jéjunum ;
- l'arc de Treitz (plica paraduodenalis ou pli paraduodénal) : un pli en forme de faucille du péritoine qui forme la limite antérieure du renfoncement paraduodénal ;
- le fascia de Treitz : fascia derrière la tête du pancréas ;
- la fosse de Treitz : fosse sous-caecale, c'est une dépression dans le péritoine s'étendant postérieurement au cæcum ;
- la hernie de Treitz  ou hernie duodénojéjunale : hernie dans les tissus sous-péritonéaux, au niveau d'une anse intestinale dans le hiatus de Winslow.

## Sources
- Informations biographiques basées sur une traduction de l'article équivalent de Wikipédia en allemand, y compris :
  - (de) Julius Pagel, « Treitz, Wenzel », dans Allgemeine Deutsche Biographie (ADB), vol. 38, Leipzig, Duncker & Humblot, 1894, p. 558-559

1. ^ Zdeněk Václav Tobolka & Václav Žáček (1952): Slovanský sjezd v Praze 1848: Sbírka dokumentú, Vol. 1. Slovanský Ústav, p. 337.
2. ^ [1] Review of Treitz's Muscles and their Implications in a Hemorrhoidectomy and Hemorrhoidopexy
3. ^ Medical Dictionary Angle of Treitz
4. ^ Medilexicon (definition of eponyms)
5. ^ Medical definition (eponyms)

1. ↑  (en) « Ligament of Treitz », sur merriam-webster.com (consulté le 2 juin 2021)